# 弗拉基米爾·塔特林

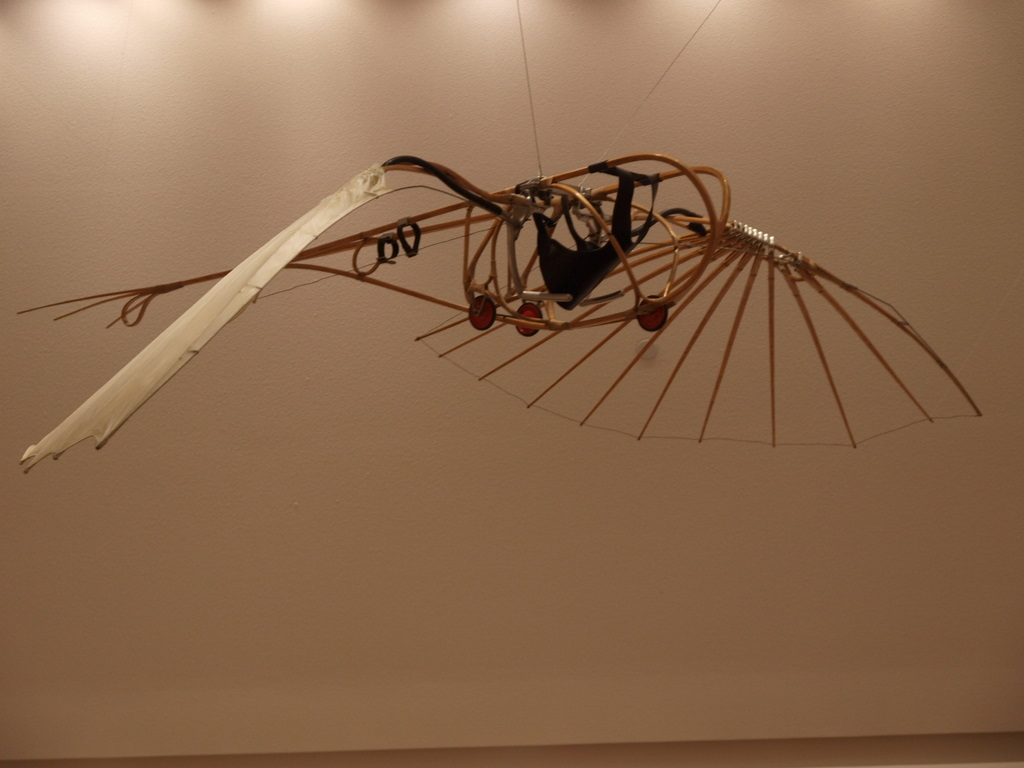
塔特林构想的飞行器Letatlin一号

弗拉基米爾·塔特林（俄语：Влади́мир Евгра́фович Та́тлин；1885年12月28日［儒略曆12月16日］-1953年5月31日）是一名蘇聯畫家和建築師，與馬列維奇同為1920年代蘇聯先鋒派運動中的兩大重要人物，但後來轉而進行构成主义創作。他最著名的作品是《塔特林塔》。

## 外部連接
- 维基共享资源上的相關多媒體資源：弗拉基米爾·塔特林
- Tatlin Playing The Bandura. Special Project of the Library of Ukrainian Art. （页面存档备份，存于）
- Exhibition of Russian-Soviet artist Vladimir Tatlin in Basel — Tatlin’s “new art for a new world” （页面存档备份，存于）